# Lasauvage
Lasauvage (luxemburgisch Zowaaschⓘ, deutsch Wilden) ist ein Dorf in der Gemeinde Differdingen im Kanton Esch-sur-Alzette in Luxemburg. Es hat 415 Einwohner (2010).

## Lage
Lasauvage ist, die Ostseite des Ortes ausgenommen, von der Grenze zu Frankreich umschlossen. Die Ortschaft liegt inmitten eines kreisrunden Talkessels, der von dem Bach Crosnière (Luxemburgisch: Réierbaach) gebildet wird, und ist von Differdingen aus über die CR 176a zu erreichen, eine kleine Straße, die streckenweise durch Wald führt. Der französische Nachbarort heißt auf Luxemburgisch Zounen (Französisch Saulnes, Deutsch Sonne).
Aufgrund einer grenzüberschreitenden Zusammenarbeit zwischen dem SIACH, dem luxemburgischen Abwasserverband für das Becken der Korn (für die Ortschaften Differdingen, Petingen, Niederkerschen und Sassenheim) und dem SIAL, dem französischen Abwasserverband für die Agglomeration Longwy, werden die Abwässer der Ortschaft Lasauvage in der französischen Nachbargemeinde weiterbehandelt, da sich diese technische und wirtschaftliche Lösung aufgrund der kürzeren Entfernung von nur zehn Kilometern anbietet. Die Abwässer der Gemeinde werden nach einer Umbaumaßnahme mit Kosten in Höhe von zwei Millionen Euro dem Kollektivsammler des Tales der Crosnière zugeführt und sodann der biologischen Kläranlage von Lexy.

## Sehenswertes

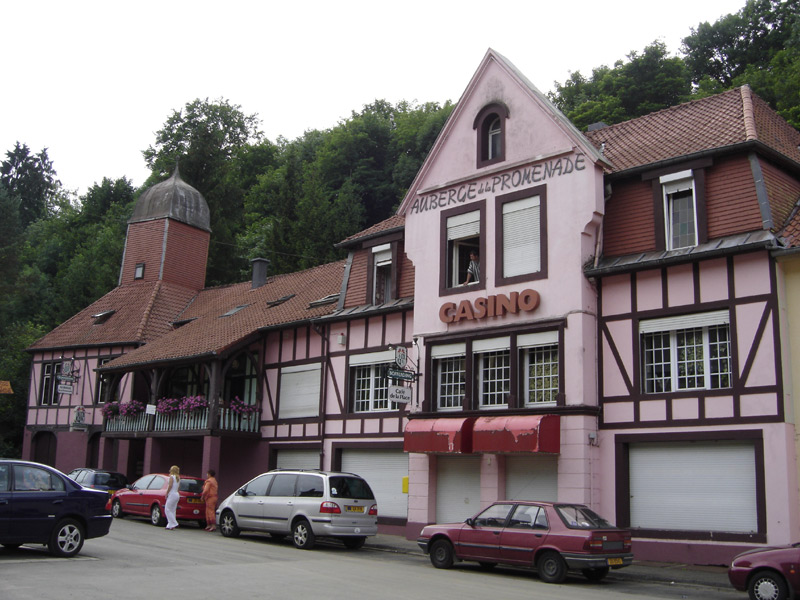
Das „Casino“

- Das Musée Eugène Pesch im ehemaligen Grubenverwaltungsgebäude mit Materialien und Werkzeugen zum Erzbergbau der 1920er Jahre
- Der Espace muséologique, der das Leben der untergetauchten Luxemburger Zwangsrekrutierten in der Galerie Hondsbësch während des Zweiten Weltkriegs zeigt
- Die Naturschule Lasauvage
- Die Bergwerksstollen, die mit einem Bergwerkszug befahren werden können

## Erzbergbau
1625 wurde in Lasauvage die erste Eisenhütte errichtet. Hier entstand zudem der erste Hochofen Luxemburgs. Mehrere Bergwerke förderten die Minette. Die letzte dieser Gruben wurde 1978 geschlossen.

## Sonstiges
Graf Fernand de Saintignon, ein Bürger des Ortes, ließ eine Kirche, eine Schule und ein Pfarrhaus erbauen. Er wollte Lasauvage zu einem Heilbad ausbauen. Deshalb ließ er außerdem ein Kurhotel errichten, den heutigen Balcon. Das Vorhaben misslang jedoch.
In Lasauvage gab es eine Gastwirtschaft, die genau auf der Grenze zwischen Luxemburg und Frankreich lag. In der Mitte der Wirtschaft befand sich ein weißer Strich, der die Grenze zwischen den Staaten anzeigte.

## Einzelbelege
1. ↑  Les eaux usées pour la France. La signature officielle de la convention attestant du traitement des eaux usées de Lasauvage à Longwy, en France, a eu lieu hier matin. Le Quotidien, 8. Juli 2011. S. 17

## Bibliographie
Emile van der Vekene: A la recherche d'une femme sauvage. Giéle Botter - Lasauvage. Luxembourg, 2010, ISBN 978-99959-657-4-7.